# Yu-Gi-Oh! Ostateczne starcie
Yu-Gi-Oh! Ostateczne starcie (ang. Yu-Gi-Oh!: The Movie: Pyramid Of Light) – film anime wyprodukowany w 2004 r. przez Nihon Ad Systems na podstawie serii Yu-Gi-Oh!, w Japonii znany jako Yu-Gi-Oh! Duel Monsters: Pyramid of Light (jap. 遊戯王デュエルモンスターズ 光のピラミッド Yūgiō Dyueru Monsutāzu Hikari no Piramiddo).
Film ten miał swoją premierę w Stanach Zjednoczonych przed premierą w Japonii, jak zostało to zlecone przez 4Kids Entertainment, ukazał się w kinach 13 sierpnia 2004 roku. Postacie nie różnią się od tych z seriali Yu-Gi-Oh!, czy też Yu-Gi-Oh! Duel Monsters, a ich imiona odpowiadają przyjętym regionalnie (np. Anzu w japońskiej wersji i Téa w innych wersjach językowych). W przeciwieństwie do serialu telewizyjnego, karty otrzymują swój wygląd od swoich rzeczywistych odpowiedników w wersji angielskiej. Film został wydany w Japonii 3 listopada 2004 r. i wyemitowany na antenie TV Tokyo 2 stycznia 2005 r.,  zawierał dziesięć minut dodatkowych animacji.
W Polsce film ten został wydany na DVD przez wytwórnię Warner Bros. Video 23 września 2005 r. Płyta zawierała polską, czeską i angielską ścieżkę dźwiękową oraz dostępne napisy w kilku innych językach.

## Fabuła

### Prolog
5,000 lat temu, zły Król Świata Umarłych Anubis został zabity i uwięziony przez Faraona Atema, gdyż zamierzał zniszczyć świat poprzez użycie zakazanej Gry Cieni. W obecnym dniu, grób Anubisa został odkryty przez archeologów, łącznie z tajemniczym skarbem zwanym "Piramidą Światła". W tym samym czasie chłopiec o imieniu Yugi ukończył Milenijną Układankę, w której zapieczętowana była dusza Faraona. W wyniku uwolnienia duszy Faraona, Anubis przebudził się z wiecznego snu, a Gra Cieni znowu się zaczęła...

### Zemsta Kaiby
Minęły 3 lata, odkąd Yugi Muto/Yami Yugi zaczął grać w Pojedynki Potworów. W swoim życiu zasłynął dzięki zwycięstwu w Królestwie Pojedynków, gdzie pokonał Pegasusa i w finałach Battle City, gdzie w półfinale po raz drugi pokonał mistrza pojedynków, Seto Kaibę i w finale gdzie pokonał Marika Ishtara, dzięki czemu zebrał 3 wszechpotężne Karty Egipskich Bogów: Slifer, Niebiański Smok; Obelisk Dręczyciel oraz Skrzydlaty Smok Boga Ra. Te czyny spowodowały, że każdy gracz pragnął walczyć z Yugim o jego sławę; choć też Seto Kaiba bardzo chciałby pokonać Yugiego i jego Boskie Karty. Po ostatniej zawalonej symulacji walk, Kaiba rusza do Pegasusa, by dał mu kartę na tyle silną, by zniszczyć Slifera, Obeliska i Ra. Pegasus się zgadza na pojedynek z warunkiem: jeśli Pegasus wygra, Kaiba mu da 3 Niebieskookie Białe Smoki, a jeśli to Kaiba wygra, Pegasus da mu kartę do pokonania Egipskich Bogów. Kaiba wygrywa, więc zabiera dwie karty z talii Pegasusa, choć był nieświadomy, że Pegasus stworzył tylko jedną kartę.

### Legenda Anubisa
Tymczasem Yugiego po wyjściu ze szkoły spotyka niemiłe powitanie: gracze z całego świata chciałoby walczyć z nim o jego Boskie Karty, co zmusza go do ucieczki. Dzięki Téi oraz Tristana i Joeya (którzy z marnym skutkiem próbowali powstrzymać tłum graczy), Yugi ukrywa się w muzeum, gdzie spotyka dziadka, Solomona. Tam oglądają eksponat zwany "Piramidą Światła", która wygląda jak Milenijna Układanka. Po przeczytaniu przez Solomona przepowiedni, Yugi ma wizję Anubisa, Kaiby i Piramidy. Po obudzeniu się odkrywa, że Piramida jak i zawartość sarkofagu zniknęły, a Mokuba czeka na niego przy wyjściu. Informuje Yugiego, że Kaiba chce się z nim zmierzyć.

### Pojedynek Faraona
Po dotarciu do Kopuły Pojedynków Korporacji Kaiby, Yugi zamienia się z Faraonem ciałem, i zaczyna pojedynek z Seto. Choć na początku pojedynek sprzyjał Yami Yugi, to wtedy kiedy Yugi przyzywa wszystkie trzy Karty Bogów, Kaiba aktywuje kartę "Piramida Światła", która tworzy wokół Duelistów replikę Piramidy, a cała trójka Bogów zostaje zniszczona!
Nieświadomie, tym ruchem Kaiba spowodował obudzenie złych mocy, które wsysają dusze Tristana, Joeya i Yugiego do wnętrza Milenijnej Układanki. Tam odkrywają grób Anubisa, który oznajmia im że zamierza zniszczyć ich świat. Podczas walki, Kaiba wprowadza jeszcze jedną kartę Pegasusa – poprzez poświęcenie Niebieskookiego, Potężnego Smoka przyzywa Niebieskookiego Błyszczącego Smoka z zamiarem zniszczenia Piramidy Światła, jako że kiedy Piramida zniknie, on może użyć karty "Powrót z Innego Wymiaru", by przyzwać Slifera, Obeliska i Ra w celu pokonania Yugiego jego własną bronią. Jednakże, Anubis się w pełni odradza i uniemożliwia Kaibie wykonanie tego planu, a zarazem zamierza osobiście zniszczyć Faraona. Tymczasem Yugi znajduje Sztylet Przeznaczenia i niszczy nim oko – źródło mocy Piramidy Światła. Dzięki temu Faraon przyzywa Błękitnookiego Błyszczącego Smoka i poświęca go do zniszczenia Piramidy. Niestety, Anubis znów powstaje, tym razem jako demoniczna bestia i zmienia karty Pojedynku Potworów w prawdziwe potwory. Ale dzięki temu Yugi i Faraon ponownie przyzywają Niebieskookiego i niszczą Anubisa oraz rdzeń Piramidy na dobre. Po tym Kaiba odchodzi obiecując, że pokona Yugiego następnym razem.

## Wersja polska

### Dubbing
| Wersja polska                     | Wersja polska |
| --------------------------------- | ------------- |
| Start International Polska (film) |               |
| Reżyseria                         |               |
| Dariusz Dunowski (film)           |               |
| Dialogi                           |               |
| brak danych (film)                |               |

| Postać              | Polski aktor w filmie Yu-Gi-Oh! Ostateczne starcie | Postać  | Polski aktor w filmie Yu-Gi-Oh! Ostateczne starcie |
| ------------------- | -------------------------------------------------- | ------- | -------------------------------------------------- |
| Yugi                | Grzegorz Drojewski                                 | Téa     | Beata Wyrąbkiewicz                                 |
| Narrator            | Marek Obertyn                                      | Joey    | Tomasz Steciuk                                     |
| Dziadek Yugiego     | Wojciech Duryasz                                   | Mokuba  | Kajetan Lewandowski                                |
| Seto Kaiba          | Jacek Kopczyński                                   | Tristan | Cezary Kwieciński                                  |
| Maximillion Pegasus | brak danych                                        | Croquet | Janusz Wituch                                      |

### Wersja lektorska
- Wersja polska: TVN
- Tekst: Barbara Włodarek
- Czytał: Mirosław Utta

## Muzyka
Ending
- "Fire", BLAZE

1. "One Card Short", James Chatton
2. "Step Up", Jean Rodriguez
3. "Blind Ambition", Russell Velazquez
4. "It's Over", Fatty Koo
5. "How Much Longer", Jen Scaturro